# Martin P5M Marlin

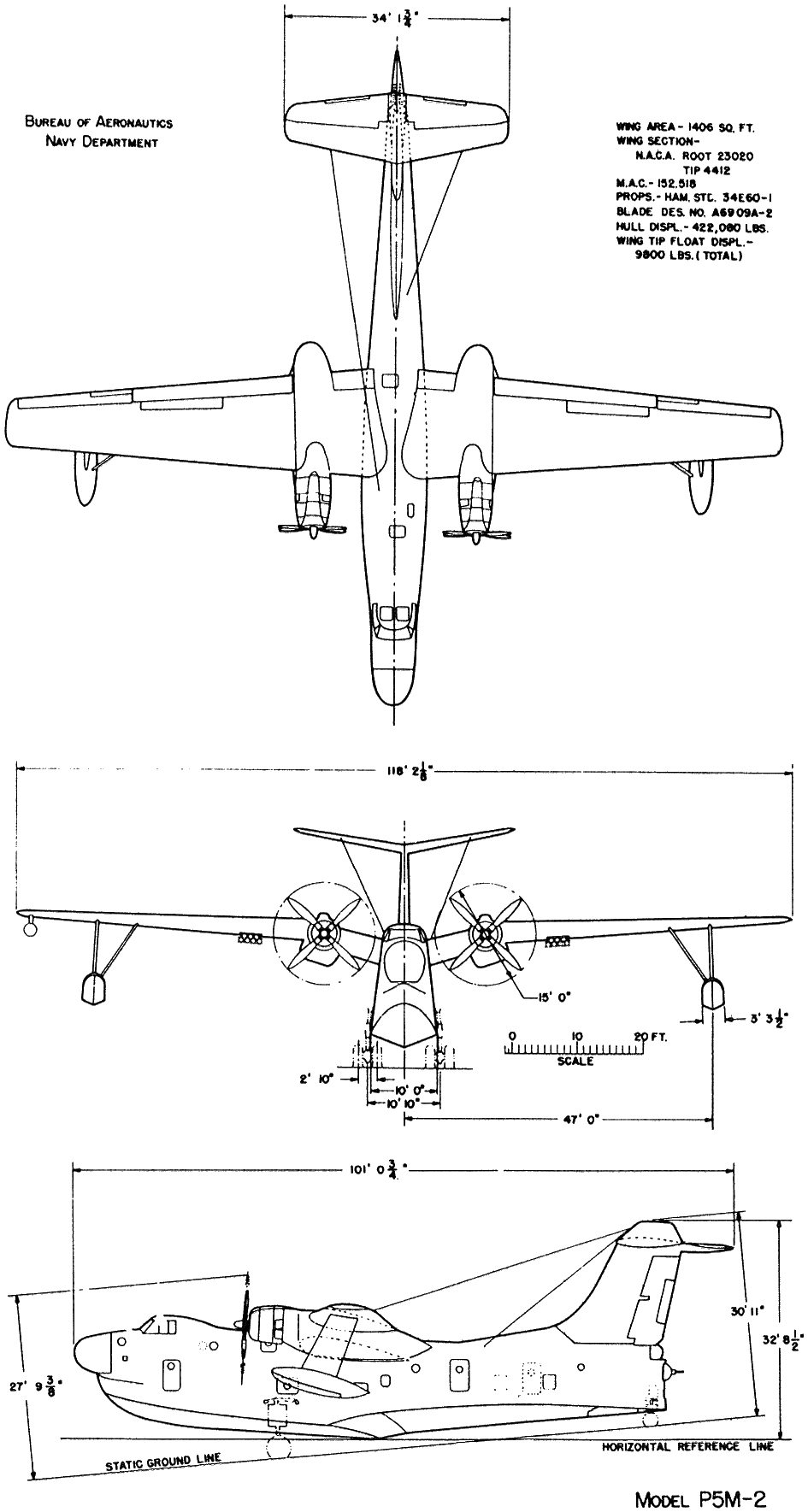
Tekening Martin P5M-2

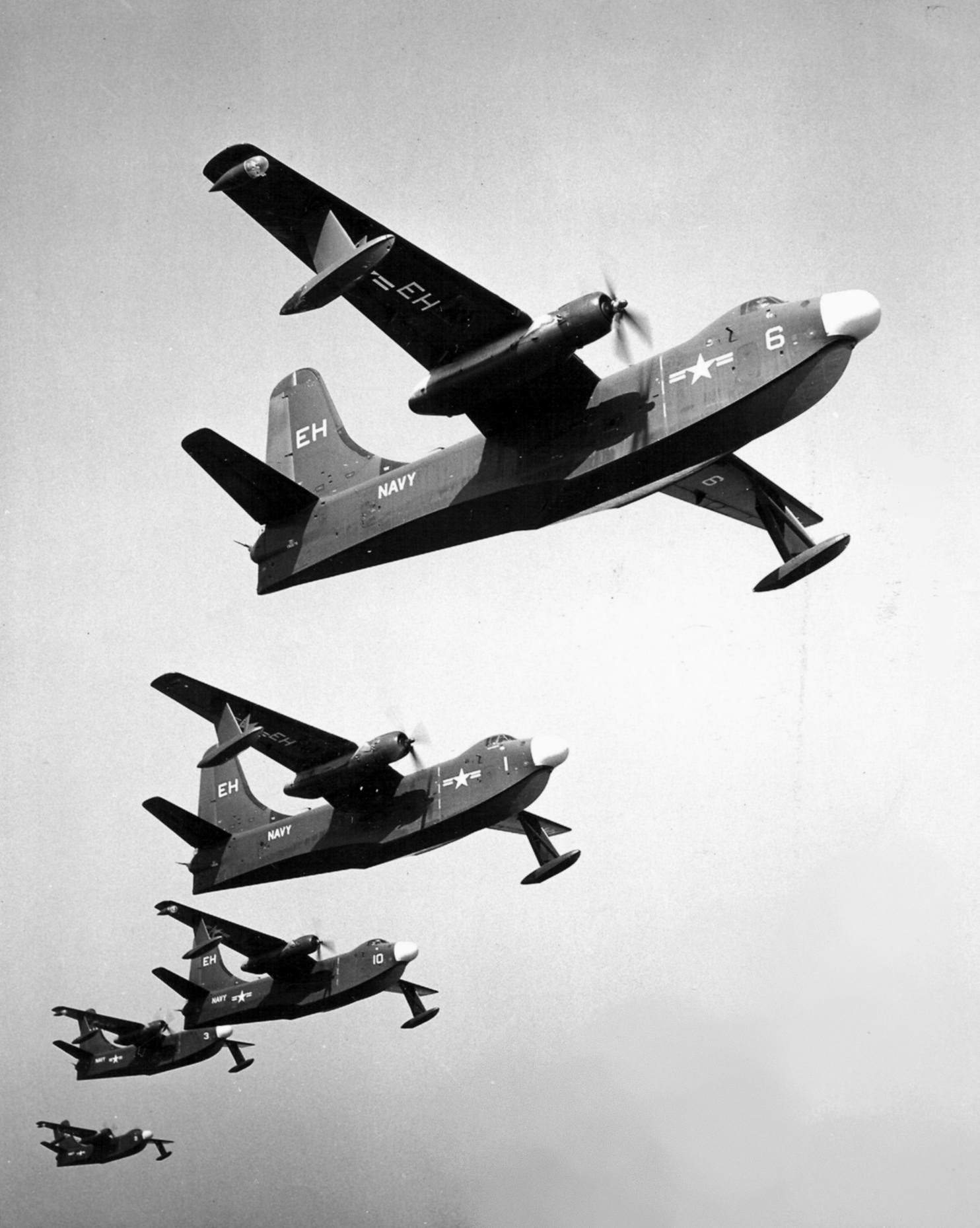
Vijf Martin P5M-1's (ca. 1954)

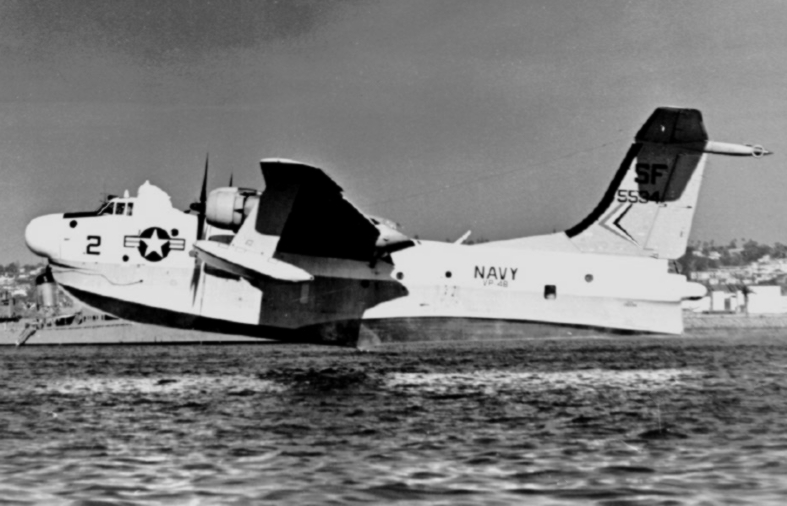
Martin P5M-2 vlak voor de landing

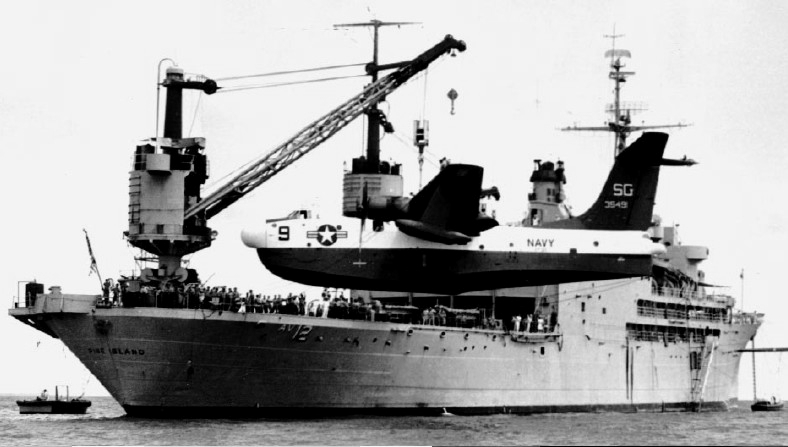
Voor de kust van Vietnam wordt een Marlin op vliegboottender USS Pine Island getakeld

De Martin P5M Marlin is een grote, tweemotorige vliegboot. Het is geschikt om grote afstanden af te leggen en werd gebruikt als patrouillevliegtuig en voor reddingsacties. Het is een ontwerp van de Amerikaanse Glenn L. Martin Company voor de Amerikaanse marine, maar het werd ook gebruikt door de Amerikaanse kustwacht en de Franse marine. Er zijn in totaal 285 P5M's gebouwd in diverse versies tussen 1952 en 1967.

## Ontwikkeling
Het was de opvolger van de Martin PBM Mariner. Het kreeg sterkere motoren, een langere en meer gestroomlijnde romp en een enkel verticaal staartvlak.
De Marlin is een vliegboot, de vleugels liggen hoog boven het water om te voorkomen dat opspattend water, tijdens het stijgen of landen, de werking van de motoren en propellers hindert. Er werden twee Wright R-3350 stermotoren gemonteerd van 3450 pk.
Het prototype had twee geschutskoepels elk met twee 20mm (0,79 inch) kanonnen. Deze koepels zaten in de neus en achter in de staart. Bovenop de romp was een derde koepel met twee 12,7mm M2 Browning machinegeweren. De cockpit van de Marlin was redelijk identiek aan die van de Mariner. De eerste vlucht met de Marlin was op 30 mei 1948.
Als eerste werd de P5M-1 versie gemaakt in totaal 167 stuks. Het eerste toestel van de productielijn vloog op 22 juni 1951 en vanaf 1952 werden ze operationeel. De P5M-1 was iets gewijzigd ten opzichte van het prototype, de cockpit lag iets hoger waardoor het zicht voor de piloten verbeterde. Verder was de neuskoepel verdwenen en hiervoor was een zoekradar in de plaats gekomen. De koepel bovenop de romp verdween ook en de drijvers onder de vleugels kregen een meer gestroomlijnde vorm. De motorgondels werden verlengd om meer ruimte te bieden voor wapens. Voor een watervliegtuig waren bomluiken in de romp niet bruikbaar omdat water door de kieren naar binnen kan stromen. De bewapening kwam bij de motor en eventueel direct aan de vleugel opgehangen. Aan het uiteinde van de vleugels waren zoeklichten zodat het object kon worden verlicht voor de aanval of om te fotograferen.
De P5M-1 werd gevolgd door P5M-2 waarvan er 116 stuks zijn gemaakt. De meest zichtbare verandering was een T-staart met een magnetische-anomaliedetector (MAD) boom. Voor de koepel in de staart was geen ruimte meer en hiervoor kwam in de plaats een antenne voor de Doppler-navigatie. De accommodatie voor de bemanning werd aangepast om het verblijf tijdens de lange vluchten te verbeteren en ook de boeg werd iets gewijzigd waarmee er minder opspattend water was tijdens het opstijgen en landen.
In de romp van het toestel waren twee verdiepingen. Op het bovendek was de cockpit met daarachter de werkstations voor radar, radio en navigatie. Het benedendek was voornamelijk technische ruimte inclusief een ruimte voor het anker en ankerketting. Als bijzonderheid had de Marlin twee kleppen onder water, deze lagen in de romp maar werden hydraulisch naar buiten gedrukt. De twee uitstaande kleppen fungeerden als rem bij een landing, maar de kleppen konden ook afzonderlijk worden gebruikt, waardoor de bestuurbaarheid in het water sterk verbeterde.
In 1962 kregen deze twee versies een andere type-aanduiding, de P5M-1 werd P-5A en de P5M-2 werd P-5B. De vliegboten met een onderzeebootbestrijdingstaak gingen van P5M-1S/2S naar SP-5A/SP-5Bs.
In 1967 nam de marine afscheid van de vliegboten. Ze waren relatief duur in onderhoud en er kwamen meer op het land gestationeerde vliegtuigen beschikbaar met een groot bereik om de taken van de vliegboten over te nemen.

## Inzet
De P5M’s werden voornamelijk ingezet bij de bestrijding van onderzeeboten. Tijdens de Vietnamoorlog vlogen ze voor de kust om te voorkomen dat de vijand zou worden bevoorraad vanuit zee. De vliegtuigen opereerden vanaf vliegtuigtenders patrouilleerde voor de Mekongdelta tussen Phú Quốc en Vung Tau.
De laatste P5M van de Amerikaanse marine, omgedoopt tot SP-5B, werd op 12 juli 1968 overgevlogen naar NAS Patuxent River in de staat Maryland. Het kreeg later een definitieve plaats in het National Museum of Naval Aviation in Pensacola (Florida). Dit vliegtuig, BuNo 135533, kwam in 1956 bij de marine in dienst en is als enige overgebleven.
Er werden zeven P5M-1G's en vier P5M-2G's gebouwd voor de Amerikaanse kustwacht voor opsporings- en reddingsdiensten. De kustwacht vond de vliegtuigen moeilijk te onderhouden en uiteindelijk overbodig. De toestellen werden overgedragen aan de Amerikaanse marine, die ze opnieuw aanwees als TP-5A 's. Ze werden gebruikt als lesvliegtuigen mede omdat ze geen voorzieningen hadden voor bewapening.
De Franse marine nam tussen 1957 en 1959 tien Amerikaanse Marlins over. Het was op basis van een leenovereenkomst binnen Noord-Atlantische Verdragsorganisatie (NAVO) verband. Ze vervingen Short Sunderlands voor maritieme patrouillediensten. Ze werden gestationeerd in Dakar in Senegal. Na het Franse besluit in 1963 om zich deels te onttrekken aan het NAVO-commando, werden ze in 1964 teruggevlogen naar de Verenigde Staten.

## Naslagwerk
- (en)  Hoffman, R.A. Martin P5m Marlin Patrol Seaplane. (2007) ISBN 9780942612745